# Heinrich III. (Luxemburg)
Heinrich III. (* 1070; † 1096) war Graf von Luxemburg und Vogt von Echternach.
Der Sohn von Konrad I. und von Clémence von Poitiers folgte seinem Vater nach dessen Tod im Jahre 1086 und regierte bis 1096. Nachfolger wurde sein Bruder, der Graf Wilhelm.
In Luxemburg ist er unter dem Namen Heinrich III. bekannt, wogegen er in Deutschland Heinrich II. genannt wird.